# V1 (Fieseler Fi 103)
Il Fieseler Fi 103, meglio noto come V1, designato internamente con il nome in codice FZG 76 (Flakzielgerät - bersaglio per artiglieria contraerea), fu il primo missile da crociera della storia, sviluppato dall'azienda tedesca Gerhard-Fieseler-Werke nei primi anni quaranta e utilizzato dalla Luftwaffe nell'ultima fase della seconda guerra mondiale.
La V1, la sigla sta per Vergeltungswaffen 1, tradotto dal tedesco Arma di rappresaglia 1 e così ribattezzata da Joseph Goebbels a fini di propaganda, univa le caratteristiche di un aereo a quelle di una bomba aeronautica e si può considerare il primo esempio di missile da crociera.

## Storia del progetto
Nell'autunno 1936, mentre lavorava per l'azienda di motori aeronautici Argus, Fritz Gosslau, sull'esperienza acquisita sull'Argus As 292 (designazione militare FZG 43), un piccolo velivolo da ricognizione comandato in remoto, cominciò a lavorare sullo sviluppo del sistema di controllo dei velivoli a distanza.
Il 9 novembre 1939 l'azienda inviò al Reichsluftfahrtministerium, il ministero all'epoca responsabile dell'aviazione civile e militare della Germania, un progetto di massima per la realizzazione di un velivolo a controllo remoto. Su iniziativa privata la Argus, chiedendo la collaborazione alla Lorentz e alla Arado Flugzeugwerke, ne avviò un primo sviluppo con il nome Project "Fernfeuer". Il velivolo, chiamato semplicemente lufttorpedo (siluro volante) era proposto in tre varianti in grado di trasportare un carico bellico di 1 000 kg a una quota operativa di 5 000 m, le prime che prevedevano fosse equipaggiato con un 12 cilindri a V invertita Argus As 410 da 500 PS, alla velocità di crociera di 700 km/h, l'ultima con un nuovo tipo di motore allora alle prime fasi di sviluppo, il pulsoreattore, un motore a reazione in grado di fornire 150 kg di spinta e che avrebbe garantito all'oggetto una velocità di crociera prevista di 750 km/h.
Un ulteriore sviluppo, che assunse la designazione interna Project P 35 "Erfurt", fu nuovamente presentato da Gosslau alle autorità dell'RLM nell'aprile 1940 ma il 31 maggio successivo Rudolf Bree rispose che non vedeva possibili utilizzi di una tale soluzione e che il controllo remoto dell'ordigno era un'ulteriore debolezza del progetto. Il 6 gennaio 1941 Heinrich Koppenberg, il direttore della Argus, nel tentativo di salvare il progetto ottenne un incontro con Ernst Udet per cercare di convincerlo a continuarne lo sviluppo ma Udet gli annunciò la sua decisione di annullarlo.
Ciò nonostante Gosslau era convinto che l'idea di base fosse solida e ricominciò a lavorare per semplificare il progetto. Dato che alla Argus, essendo un costruttore di motori, mancava la capacità di produrre una fusoliera per il progetto, Koppenberg chiese a Robert Lusser, capo progettista e responsabile dell'ufficio tecnico della Heinkel, di poterlo assistere nelle fasi di sviluppo. Il 27 febbraio 1942 Lusser, che dal 22 gennaio si era trasferito alla Gerhard-Fieseler-Werke, riuscì a incontrarsi con Koppenberg e ad acquisire i dettagli del progetto di Gosslau. Lusser ne modificò ulteriormente la configurazione abbandonando la soluzione proposta con due motori pulsogetto per una a motore singolo.
Lo sviluppo finale del progetto venne presentato all'Ufficio Tecnico dell'RLM il 5 giugno successivo ottenendone l'approvazione, la designazione ufficiale Fi 103 e assegnando alla Fieseler il compito di fornirne il prototipo per le valutazioni. Il 19 giugno il Generalfeldmarschall Erhard Milch diede al Fi 103 la massima priorità per avviarlo al più presto alla produzione in serie e il programma di sviluppo venne trasferito presso il centro di sperimentazione della Luftwaffe a Karlshagen.
Il 30 agosto la Fieseler completò la prima cellula e il primo volo planato venne effettuato dal prototipo Fi 103 V7 il 10 dicembre quando venne sganciato da un Focke-Wulf Fw 200 appositamente attrezzato.

## Tecnica

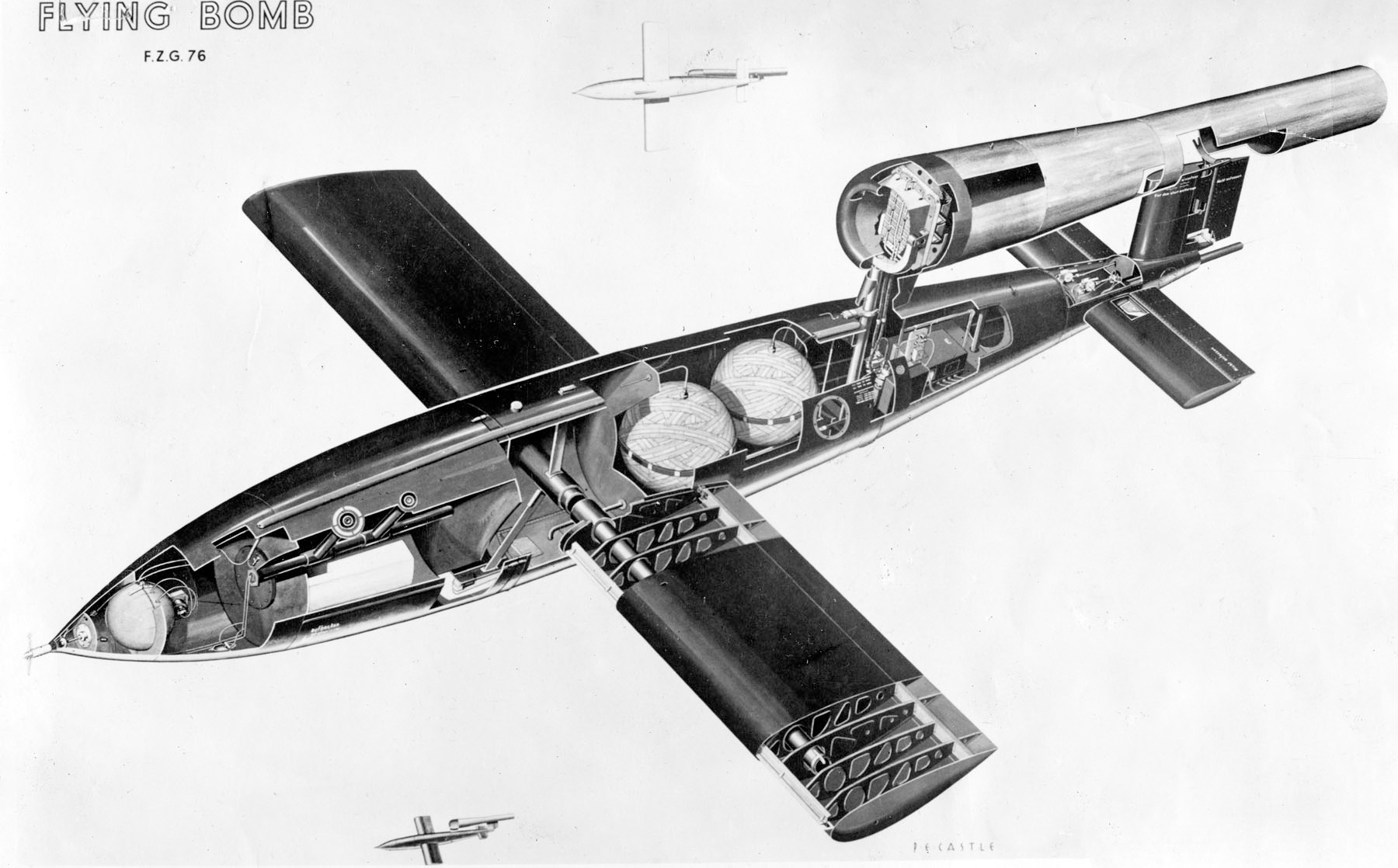
Schema interno dell'ordigno.

La V1 fu progettata con il nome in codice di Kirschkern (nocciolo di ciliegia) da Lusser e Gosslau, con una fusoliera costruita principalmente di lamiere di acciaio saldate e ali fabbricate con la stessa tecnica, oppure in compensato. Il semplice pulsoreattore funzionava con circa 50 impulsi al secondo, e il caratteristico ronzio prodotto procurò all'ordigno il nomignolo di buzz bomb o doodlebug (porcellino di terra). Per un breve periodo, in Germania fu noto (su ordine di Hitler) anche con i nomi di Maikäfer (letteralmente coleottero di maggio, meglio conosciuto come maggiolino) e Krähe (corvo).

### Motori
La bomba volante utilizzava un motore a pulsoreattore Argus As 014. Questo tipo di motore aeronautico non poteva essere impiegato validamente per aerei da guerra pilotati, in quanto difficile da avviare, inefficiente al di sopra dei 3.000 metri, di scarsa durata e praticamente non in grado di cambiare velocità. Tutte queste caratteristiche sono invece largamente compatibili con una bomba volante, che può invece trarre vantaggio dalla grande semplicità costruttiva di questo tipo di motori, unita a prestazioni di velocità di assoluto rilievo per l'epoca. Le caratteristiche grandi vibrazioni prodotte dai pulsoreattori, portarono alla installazione esterna e posteriore dell'Argus.
A differenza di altri pulsoreattori dell'epoca, che utilizzavano una valvola di chiusura della presa d'aria strutturata come i petali di un fiore, l'Argus impiegato per le V1 utilizzava una griglia metallica creata con dei distanziatori. Lungo le aperture della griglia venivano montate delle piccole lamelle rettangolari, rivettate da un lato e libere di vibrare dall'altro, in modo da chiudere o aprire i varchi per l'aria in entrata, a seconda che prevalesse la pressione dall'interno, dovuta alla deflagrazione in camera di scoppio, o la pressione aerodinamica prodotta dall'aria. Nella V1 il ciclo si ripeteva 47 volte al secondo. Questo sistema a lamelle metalliche era semplice da costruire e non necessitava di mano d'opera specializzata o macchinari sofisticati, caratteristiche apprezzabili in tempo di guerra.
76 centimetri dietro la griglia della presa d'aria era posta la camera di scoppio, nella quale la prima accensione era comandata da una candela di derivazione automobilistica, alimentata da un'unità elettrica autonoma poi disconnessa al momento del lancio. Il combustibile, comune benzina a basso numero di ottano, veniva iniettato direttamente sfruttando la pressione della riserva di aria compressa utilizzata anche per mantenere in rotazione i giroscopi di guida e per muovere le superfici di governo.
Tre ugelli per l'aria nella parte anteriore del pulsogetto erano collegati a una fonte esterna di aria compressa, che veniva usata per l'avvio del motore. Per l'accensione veniva di solito usato del gas di acetilene, e molto spesso un pannello di legno (o simili) era posizionato alla fine del condotto di scarico per evitare la fuoriuscita del combustibile prima dell'accensione.
Una volta che il motore era stato avviato e che la temperatura aveva raggiunto il livello minimo operativo, il tubo flessibile aereo esterno e i connettori venivano rimossi, e il motore cominciava a "sparare" impulsi senza bisogno di ulteriori sistemi di accensione elettrica: questi, infatti, erano necessari esclusivamente per permettere al propulsore di avviarsi.
Secondo un mito diffuso, il motore Argus As 014 della V1 richiedeva una velocità minima di 240 km/h per funzionare. In realtà, questo pulsogetto era in grado di funzionare anche a punto fisso: la cosa era possibile grazie alle valvole di aspirazione sincronizzate con l'accensione della miscela in camera di combustione. Filmati di repertorio di quel periodo mostrano chiaramente il caratteristico scarico pulsante del motore a pieno regime, in funzione prima della partenza dell'arma dalla catapulta di lancio.
L'origine di questo mito, probabilmente, è dovuta al fatto che, essendo la spinta statica del pulsogetto piuttosto bassa e la velocità di stallo delle piccole ali molto alta, la V1 non sarebbe stata in grado di decollare da sola su brevi distanze, e che quindi richiedeva una catapulta per aerei oppure un aviolancio da un bombardiere modificato, come un Heinkel He 111.

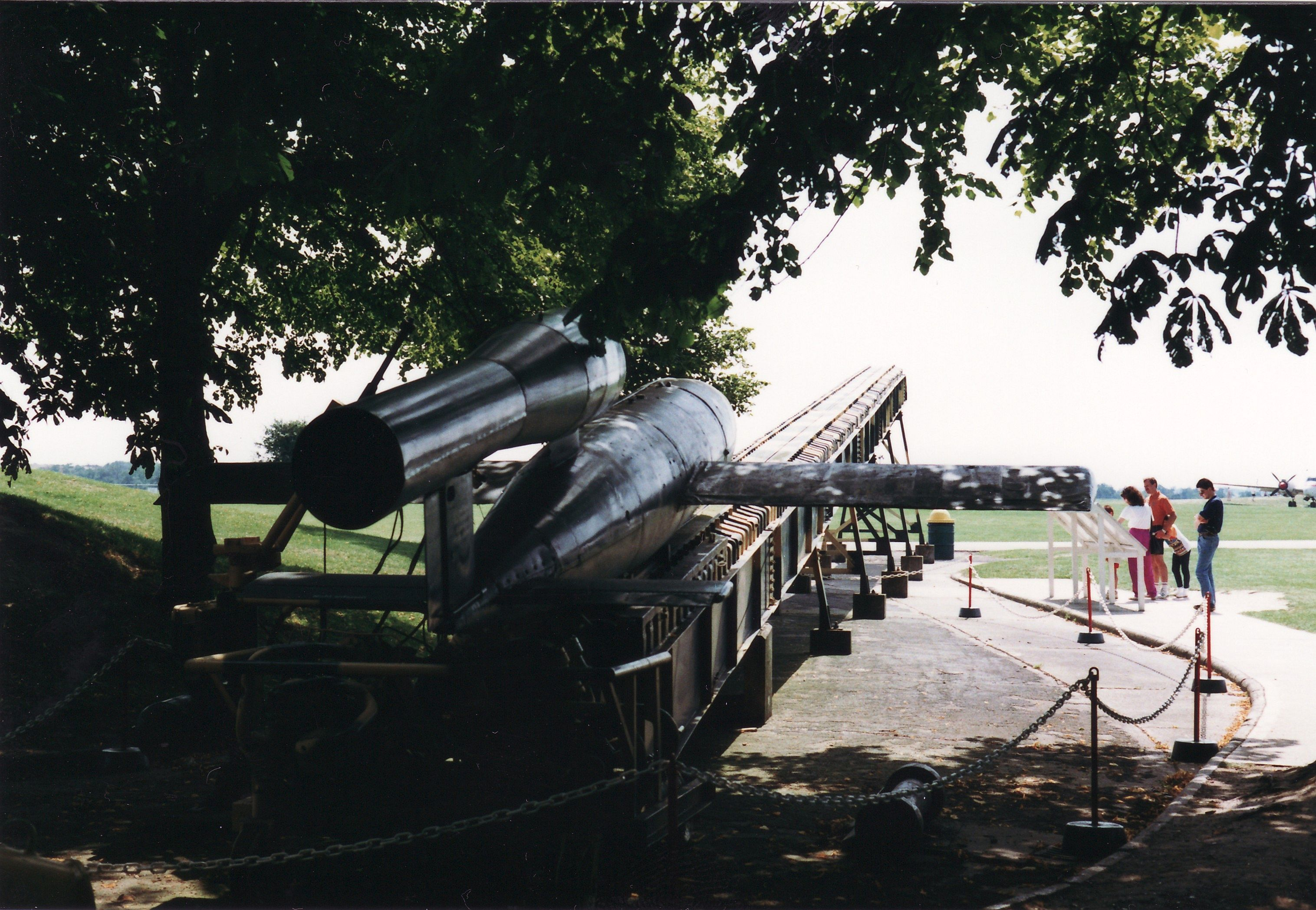
La V1 in posizione di lancio come ricostruito all'Imperial War Museum di Duxford.

Il lancio terrestre della V1, di solito, avveniva grazie a una rampa di lancio inclinata tramite un apparato conosciuto come Dampferzeuger ("generatore di vapore") che usava perossido di idrogeno e permanganato di sodio (T-Stoff e Z-Stoff).. Il decollo avveniva alla velocità di 580 km/h.
A partire dal gennaio 1941, il pulsogetto della V1 venne testato su una grande varietà di veicoli, tra cui automobili e un'imbarcazione da attacco sperimentale nota con il nome di Tornado. Questa imbarcazione, che non ebbe successo, era una variante di una Sprengboot: secondo i progettisti, questo natante, carico di esplosivi, avrebbe dovuto essere guidato verso una nave bersaglio da un pilota, che avrebbe dovuto abbandonare l'imbarcazione all'ultimo momento. Il Tornado venne assemblato utilizzando degli scafi di idrovolante collegati a catamarano, con una piccola cabina di pilotaggio sulle travi di collegamento. Il prototipo del Tornado venne giudicato rumoroso e dalle prestazioni deludenti, e fu quindi abbandonato in favore di imbarcazioni più convenzionali, propulse da normali motori a pistoni.
Il motore, comunque, effettuò il suo primo volo il 30 aprile 1941, montato su un Gotha Go 145.

### Sistemi e impianti

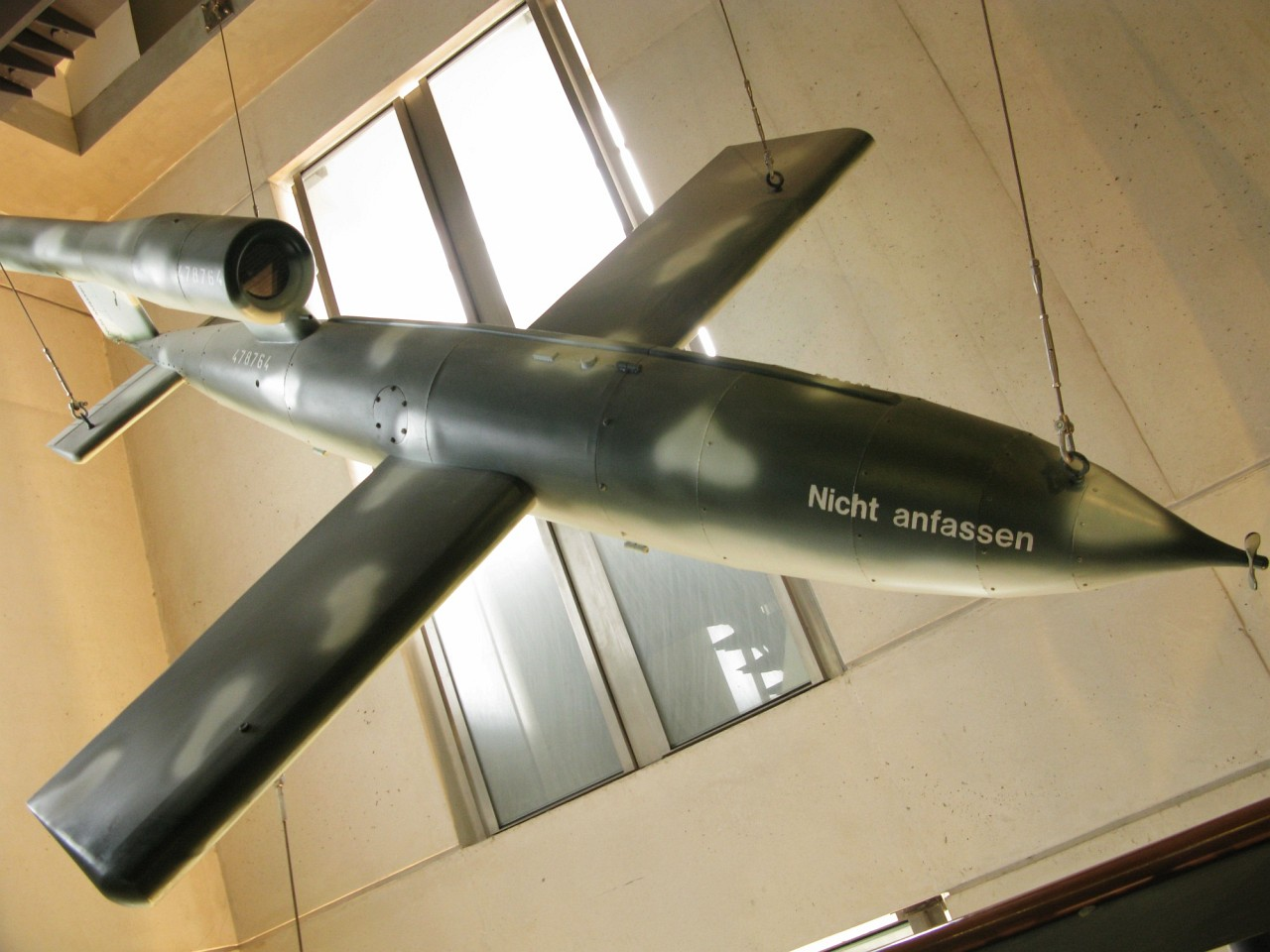
Il V-1 in esposizione al Musée de l'Armée.

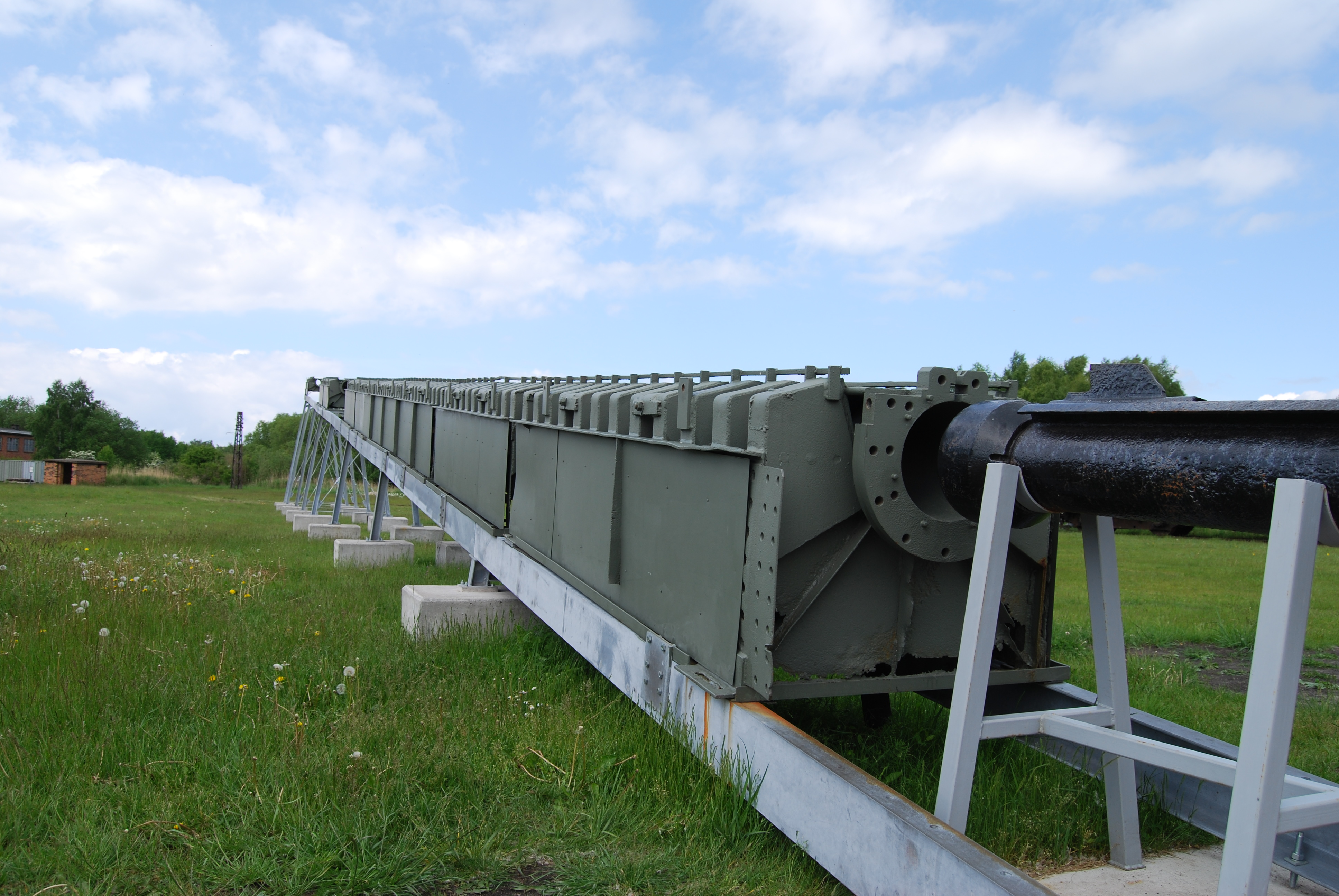
La rampa di lancio delle V-1.

Il sistema di guida del V-1 era costituito da un semplice pilota automatico in grado di regolare quota e velocità, sviluppato dall'azienda Askania di Berlino. Un sistema a pendolo che oscillava avanti e indietro lungo l'asse longitudinale del velivolo era regolato e stabilizzato da una girobussola e forniva i dati per la misura e il controllo dell'assetto sull'asse di beccheggio. L'energia necessaria per alimentare sia il dispositivo del giroscopio sia gli attuatori per i controlli di volo era fornita da due grandi serbatoi sferici caricati prima del lancio con aria compressa a 150 atm (15.000 kPa) che avevano anche il compito di pressurizzare il serbatoio del combustibile.
La girobussola veniva inizializzata al suolo prima del lancio ed era il componente dedicato a fornire la retroazione del sistema di controllo dell'assetto. Per controllare l'imbardata oltre il beccheggio e il rollio, il suo giroscopio era inclinato fuori dal piano orizzontale individuato dagli assi longitudinali e di rollio in modo da reagire a variazioni di assetto sui tre gradi di libertà. Il giroscopio veniva mantenuto allineato da una bussola magnetica , e dai pendoli di prua e poppa. Questa interazione faceva sì che per cambiare direzione fosse sufficiente l'uso del timone senza l'ausilio di alettoni. In una V1 atterrata senza esplodere nel marzo 1945 nei Paesi Bassi, tra Tilburg e Goirle, vennero ritrovati circa sei rotoli della rivista di propaganda nazista "Signal" inseriti nel longherone tubolare in acciaio dell'ala sinistra, utilizzati per equilibrare staticamente l'ordigno prima del lancio. Inoltre è noto che molte V1 prima del lancio venivano equipaggiate con un trasmettitore radio di piccole dimensioni (costituito da un triodo marcato 'S3', ma equivalente in un quel momento alla valvola di potenza tipo RL 2,4T1), per controllare la direzione di volo tra il punto di lancio e le coordinate del bersaglio rispetto a una prua radio.

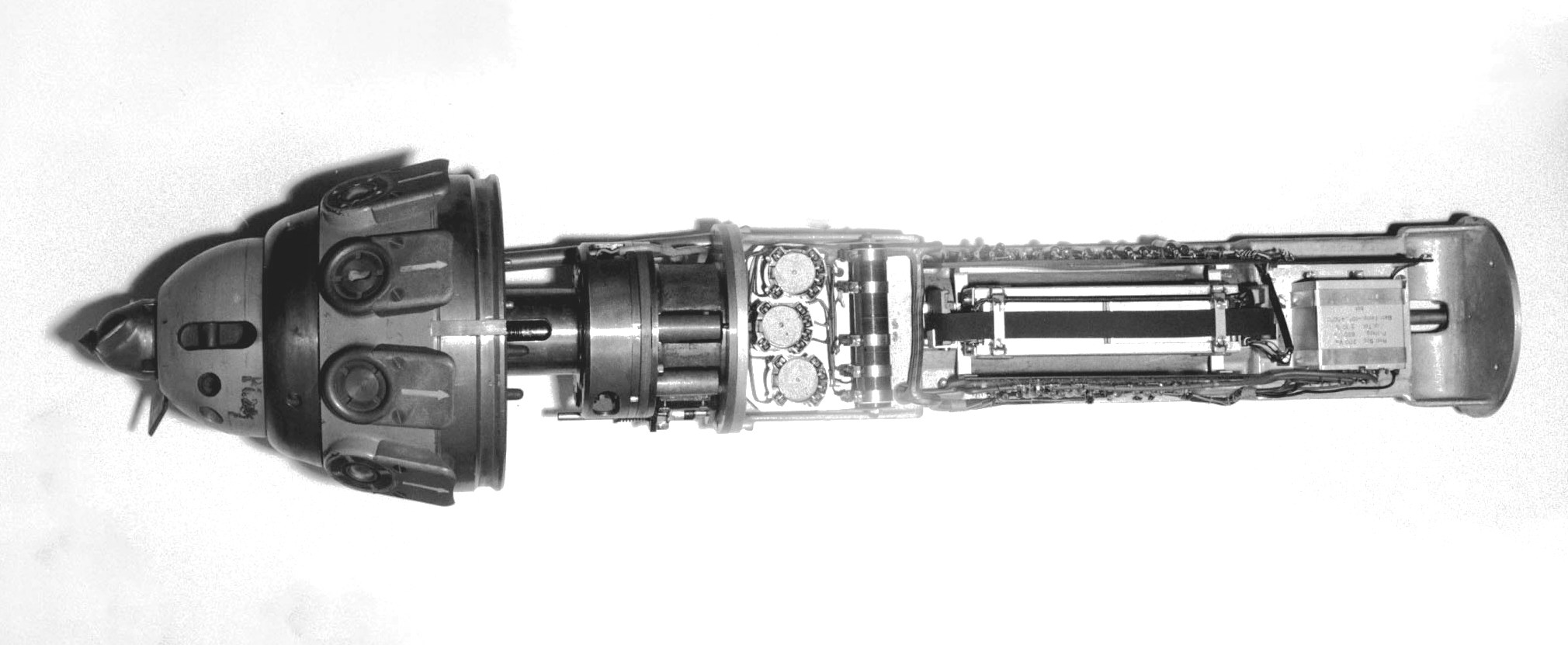
Parte anteriore del dispositivo montato su alcune versioni della V1, con l'ogiva, le palette dell'anemometro, i 4 regolatori di rotta, il dispositivo contagiri elettromeccanico.

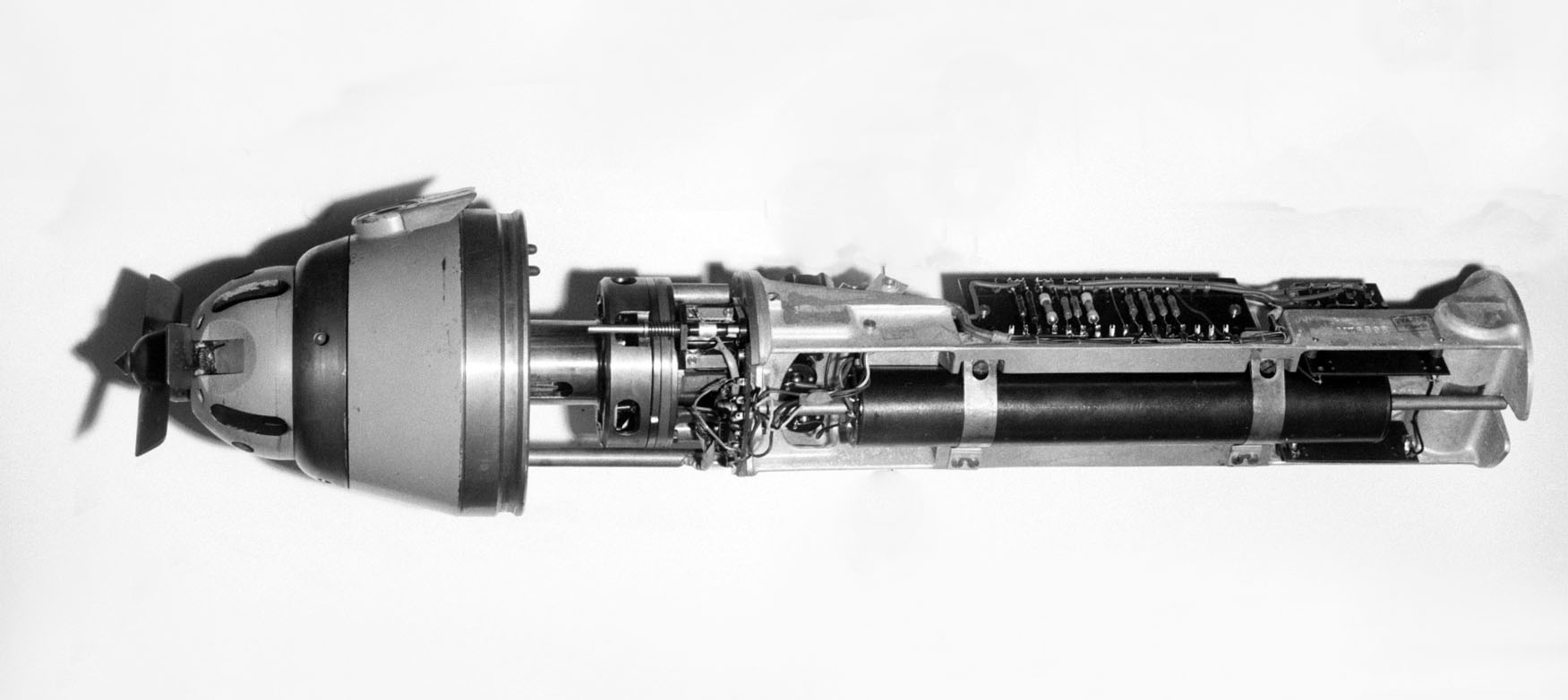
Lo stesso dispositivo visto di fianco, alcune parti dei meccanismi erano prodotte in Italia dalla Veglia-Borletti.

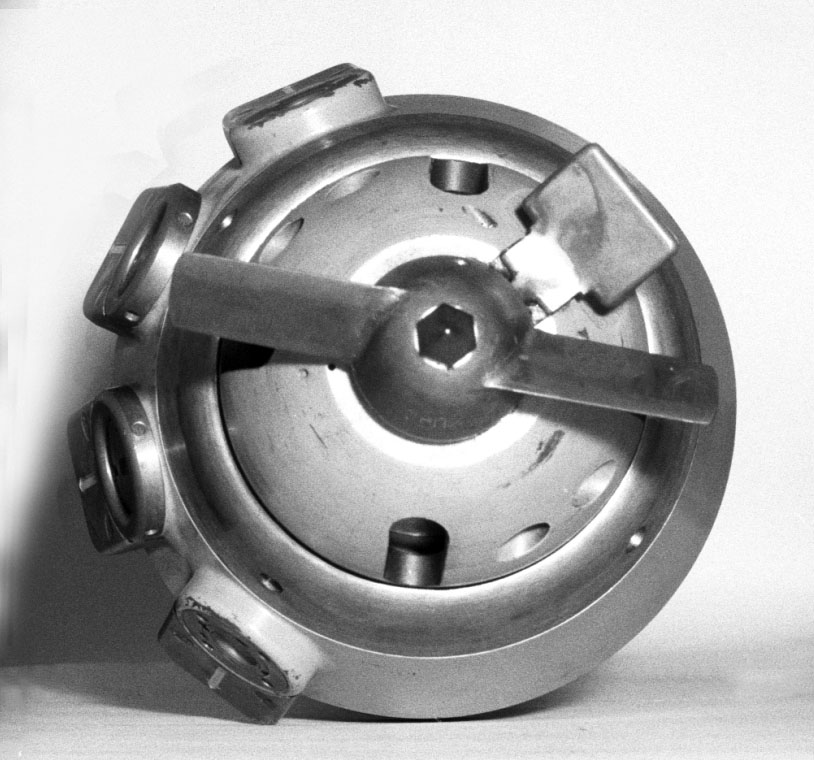
La parte frontale con le palette anemometro, la leva di sblocco e i 4 selettori per le regolazioni prima della partenza.

Un odometro azionato da un anemometro a palette posizionato sulla parte anteriore del velivolo determinava quando era stato raggiunto l'obiettivo, con una precisione sufficiente al bombardamento. Prima del lancio, un contatore veniva impostato su un valore che raggiungeva lo zero al momento dell'arrivo a destinazione nelle condizioni di vento stimate. Dopo il decollo, il flusso d'aria azionava l'elica, e ogni 30 rotazioni dell'elica il dispositivo avanzava di un'unità e provvedeva ad armare la testata dopo circa 60 km. Quando il contatore si azzerava venivano fatti detonare due bulloni esplosivi. I due deflettori degli equilibratori venivano azionati, il collegamento tra l'equilibratore e servocomando veniva bloccato e un dispositivo a ghigliottina tagliava i tubi flessibili per il controllo del servocomando del timone lasciandolo libero. Queste operazioni avevano il compito di mettere la V-1 in picchiata. Originariamente la picchiata era stata concepita per essere condotta con il motore a piena potenza ma in pratica la manovra causava l'interruzione del flusso di combustibile e il conseguente arresto del motore. Il silenzio improvviso dopo il classico ronzio avvertiva le persone presenti dell'imminente impatto. Il problema del carburante venne in seguito risolto e gli ultimi esemplari operativi raggiungevano l'obiettivo alla massima velocità.
Grazie al contatore, che determinava la distanza di volo, la V-1 poteva essere lanciata con la rampa puntata approssimativamente nella direzione voluta e il pilota automatico sarebbe stato in grado di controllare il volo.

## Impiego operativo

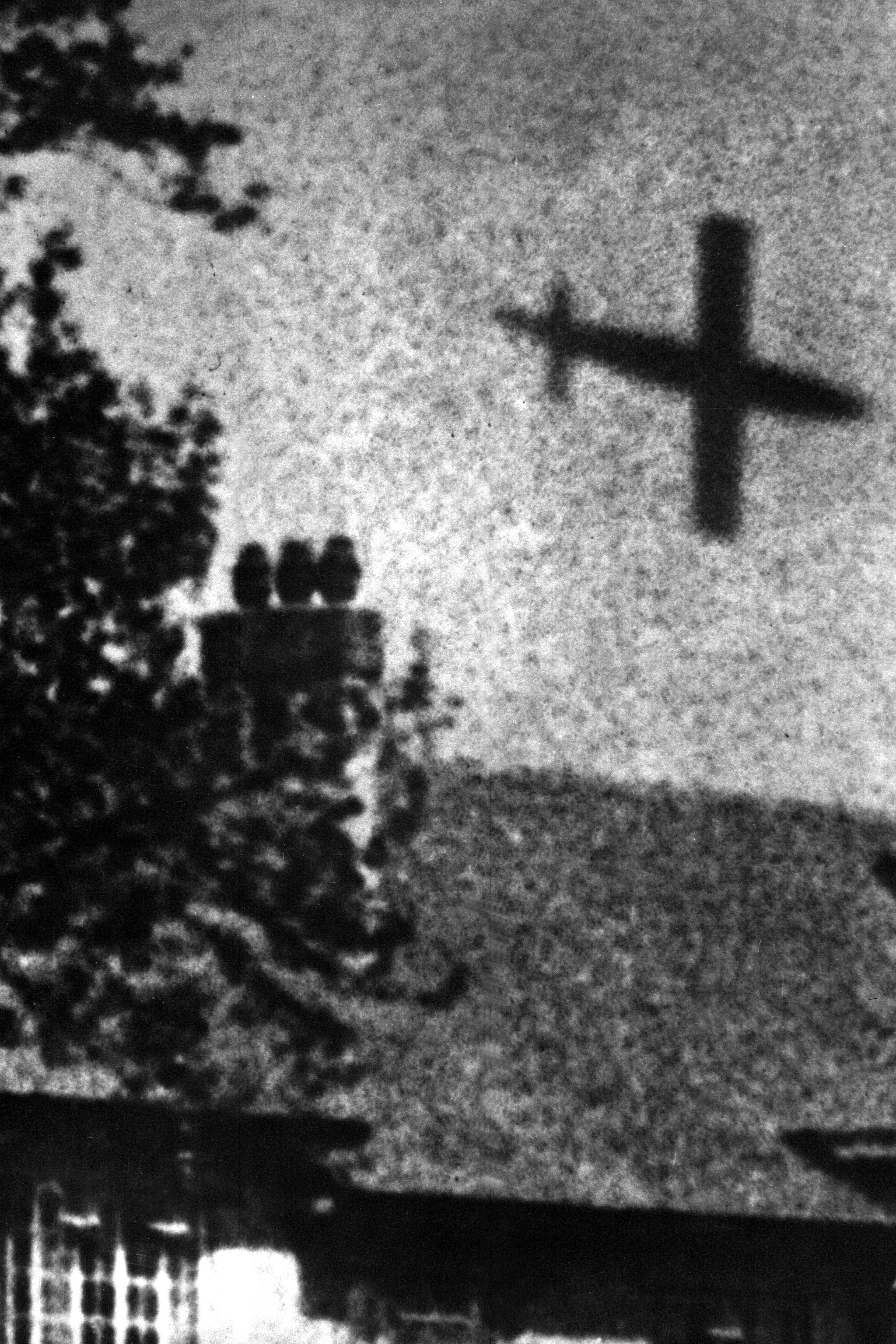
Una V-1 si libra minacciosa a pochi metri dal terreno, fotografata sopra Londra

La prima cellula completa di una V1 venne consegnata il 30 agosto 1942. Dopo che fu disponibile il primo motore, in settembre, venne effettuato il primo volo di prova, il 28 ottobre 1942, presso Peenemünde. La V1 volò agganciata sotto un Focke-Wulf Fw 200. Per il primo test di volo con motore funzionante, invece, bisognerà aspettare il 10 dicembre, quando un esemplare fu sganciato da un bombardiere He-111, che lo trasportava agganciato nella parte inferiore.
Un mito riferisce che i problemi di stabilizzazione e di guida vennero risolti grazie a un audace volo di prova effettuato dalla famosa aviatrice Hanna Reitsch, che si sarebbe messa personalmente alla guida di una V1 appositamente modificata per effettuare voli umani. Questo mito è entrato nell'immaginario collettivo grazie al film Operazione Crossbow.
I siti di lancio convenzionali avrebbero potuto, teoricamente, lanciare circa 15 V1 al giorno. Questo tuttavia era un ritmo che era difficile tenere, almeno su base omogenea. Comunque, il massimo raggiunto fu 18. Complessivamente, solo il 15% degli ordigni colpì il proprio obiettivo, mentre la maggioranza andò perduto a causa delle contromisure approntate dagli Alleati, problemi meccanici o errori di guida.
La quota operativa, inizialmente, era prevista essere intorno ai 2.750 metri. Tuttavia, a causa di ripetuti problemi al regolatore di pressione barometrica del carburante, i tedeschi furono costretti ad abbassare questa quota nel maggio 1944, mettendo, di fatto, la V1 nel raggio di azione dei cannoni Bofors da 40 mm, ampiamente utilizzati dalle unità antiaeree alleate.

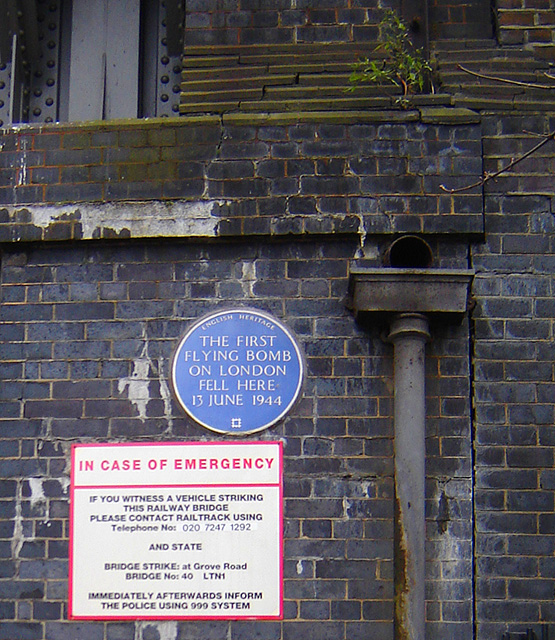
Targa commemorativa della prima V1 che colpì Londra, il 13 giugno 1944, provocando otto morti civili.

Le versioni di prova della V1 erano aviolanciate. In ambiente operativo, la maggior parte degli ordigni venne lanciata da installazioni terrestri fisse (passo di Calais e coste olandesi), anche se tra il luglio 1944 e il gennaio 1945, la Luftwaffe ne lanciò approssimativamente 1.176 esemplari da bombardieri Heinkel He 111 modificati, appartenenti al Kampfgeschwader 3 che operava sul Mare del Nord. Oltre all'evidente motivo di continuare la campagna di bombardamento anche dopo la perdita delle installazioni terrestri sulla costa francese, l'aviolancio fornì alla Luftwaffe l'opportunità di aggirare le sempre più efficaci contromisure degli Alleati per contrastare questo tipo di armi, oltre che di aumentarne la gittata. Per minimizzare i rischi associati a queste operazioni (soprattutto quello di essere individuato dai radar), gli equipaggi tedeschi svilupparono una tattica chiamata "lo-hi-lo": gli He-111 avrebbero dovuto, dopo aver lasciato le loro basi aeree e superato la costa, scendere a una quota di volo molto bassa. Dopo essere giunti nei pressi del punto di lancio, gli equipaggi avrebbero dovuto riprendere quota, lanciare l'ordigno, e ridiscendere rapidamente all'altitudine precedente, in modo da tornare indietro. Ricerche dopo la guerra dimostrarono che la percentuale di fallimenti era del 40%, e gli He-111 utilizzati per questo scopo erano estremamente vulnerabili ai caccia notturni: questo era dovuto al fatto che la luminosità prodotta dalla partenza della V1 illuminava l'area intorno all'aereo vettore per alcuni secondi.
Durante la guerra, ne vennero prodotti 30.000 esemplari. Ognuno di questi richiedeva 350 ore di lavoro (incluse 120 per l'autopilota), a un costo che era il 4% di quello di una V2, con un carico bellico comparabile.
Il primo lancio operativo venne effettuato il 13 giugno 1944, quando una V1 raggiunse Londra provocando otto morti. Complessivamente, l'Inghilterra fu raggiunta da circa 10.000 ordigni di questo tipo: la capitale Londra, in particolare, fu colpita 2.419 volte, con l'uccisione di 6.184 persone e il ferimento di ulteriori 17.981. La più alta densità di V1 cadde presso Croydon, situata a sud-est della città. Dal settembre 1944, comunque, la minaccia della V1 per l'Inghilterra fu temporaneamente interrotta, a causa della perdita (cattura o distruzione) delle installazioni costiere francesi da cui venivano effettuati i lanci. Per questa ragione, successivamente la V1 fu utilizzata principalmente per attaccare obiettivi strategici in Belgio (soprattutto il porto di Anversa): tra l'ottobre 1944 e il marzo 1945, il Paese, complessivamente, fu colpito da 2.448 ordigni.
Le V1 distrutte da caccia, cannoni antiaerei e palloni di sbarramento furono 4.261. L'ultima V1 cadde in Inghilterra il 29 marzo 1945, a Datchworth nell'Hertfordshire: si trattò dell'ultima azione nemica sul suolo inglese della seconda guerra mondiale.

## Contromisure
La difesa inglese contro le armi tedesche a lungo raggio venne chiamata Operazione Crossbow. Cannoni antiaerei furono reimpiegati secondo spostamenti diversi: prima a metà giugno 1944 da posizioni sul North Downs fino alla costa meridionale dell'Inghilterra, poi lungo un cordone di chiusura del Tamigi per gli attacchi provenienti da est. Nel settembre del 1944, una nuova linea di difesa fu approntata sulla costa dell'Anglia orientale, e infine a dicembre fu adottata una nuova configurazione difensiva lungo la costa tra il Lincolnshire e lo Yorkshire. Le implementazioni furono condizionate dalle trasformazioni alle linee di avvicinamento del V-1 essendo stati i siti di lancio raggiunti dall'avanzata degli Alleati.
La prima notte di bombardamenti subiti le truppe addette alla contraerea nei pressi di Croydon esultarono: imprevedibilmente fu abbattuto un numero senza precedenti di bombardieri tedeschi, la maggior parte degli obiettivi furono ridotti in fiamme o, colpiti al propulsore, precipitarono. Tuttavia vi fu grande delusione quando un'altra verità divenne evidente. I cannonieri antiaerei scoprirono ben presto che questi obiettivi piccoli e veloci erano, infatti, estremamente difficili da colpire. L'altitudine di crociera del V-1, tra 600 e 900 metri, era di poco superiore alla portata effettiva dei cannoni antiaerei leggeri e appena sotto l'altezza ottimale di ingaggio della contraerea pesante.
Altre contromisure furono i palloni di sbarramento e l'uso di caccia intercettori.

## Versioni

### Varianti sperimentali e a lungo raggio

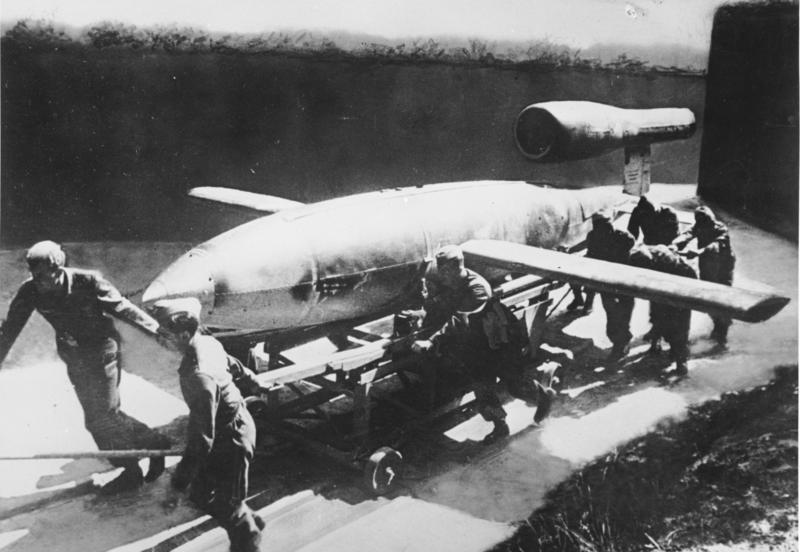
Personale tedesco mentre trasporta su un carrello una V1.

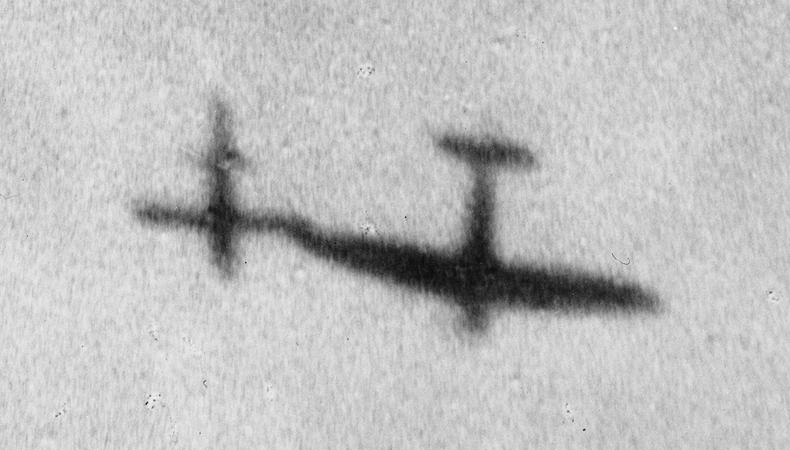
Uno Spitfire (a destra) azzarda una manovra di intercettazione e si accosta a una V-1 per rovesciarla con l'ala, in una famosa foto scattata sopra la Gran Bretagna

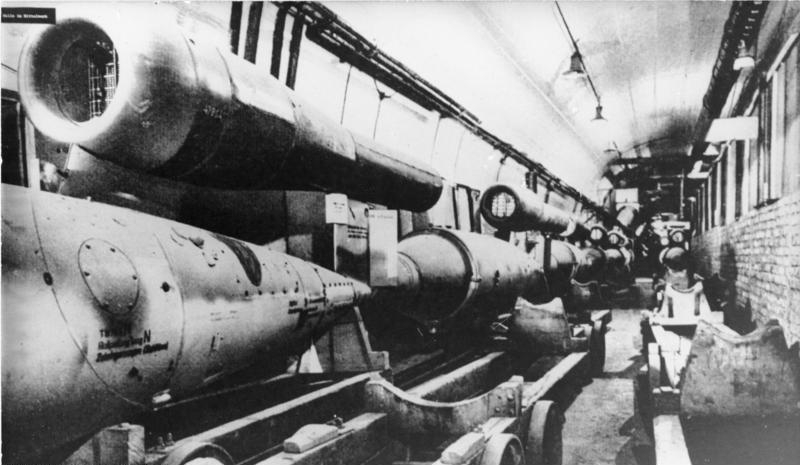
Catena di montaggio per la produzione delle V1 da parte della Mittelwerk GmbH.

Verso la fine del conflitto vennero costruite un buon numero di V1 equipaggiate con una cabina di pilotaggio, modificate per permetterne il controllo da parte di piloti volontari, conosciute come Reichenberg. Nessuna di queste venne utilizzata in missioni di combattimento. Tali velivoli mantenevano le caratteristiche generali dell'ordigno da cui derivavano ma diversamente dalle V1 (e diversamente da quanto erroneamente riportato in Operation Crossbow) il decollo non avveniva tramite rampa di lancio ma utilizzando velivoli madre, con sgancio in volo.
Dopo un'iniziale fase di sviluppo e di prove in volo, si manifestò un problema che il reparto tecnico non riusciva a spiegarsi: diversi piloti collaudatori chiamati a testare in volo le caratteristiche del velivolo rimasero uccisi perché non erano in grado di compiere la manovra di atterraggio. Per cercare di risolvere l'anomalia venne contattata Hanna Reitsch che avviò una serie di voli di prova al fine di trovarne la causa. La Reitsch effettuò una serie di atterraggi simulati ad alta quota, ripetendo le operazioni suggerite per l'atterraggio sfruttando lo spazio aereo per avere il tempo di richiamare il velivolo, scoprendo che il Fi 103R possedeva una velocità di stallo estremamente alta e che i precedenti piloti, che non avevano esperienza di volo ad alta velocità, affrontavano questa fase con una velocità troppo bassa. La sua raccomandazione fu quindi di mantenere una velocità di atterraggio molto più elevata, manovra poi introdotta nella formazione dei Selbstopfer, i piloti volontari destinati al 5.Staffel del Kampfgeschwader 200, conosciuti anche come Squadriglia Leonidas.
La pianificazione delle missioni, poi mai messe in pratica, prevedevano l'utilizzo del bombardiere a getto Arado Ar 234 o come aereo da traino, collegato al Reichenberg con una fune, o in una configurazione mistel-invertita con il velivolo appoggiato sul dorso. In quest'ultima configurazione, un dispositivo a comando idraulico azionato dal pilota aveva il compito di alzare il Fi 103R di circa otto metri dalla sua sede, operazione necessaria per evitare di danneggiare la parte superiore dell'aereo madre quando veniva acceso il proprio pulsogetto Argus As 014 e per garantire un flusso d'aria libero dalle turbolenze causate dai motori a reazione dell'Ar 234.
Un progetto meno ambizioso riguardava un adattamento a serbatoio ventrale di combustibile da abbinare ai caccia Messerschmitt Me 262. In questo caso il motore As 014, i sistemi interni e la testata venivano rimossi lasciando solo le semiali e la cellula che ora conteneva solamente un serbatoio di grandi dimensioni. Un piccolo modulo cilindrico, simile nella forma a un dardo senza derive, era posizionato in cima allo stabilizzatore verticale nella parte posteriore del serbatoio e fungeva come centro di equilibrio di gravità e punto di attacco per una serie di attrezzature. Provvedevano a collegare i due velivoli una barra di traino rigida e, all'estremità anteriore, un pitch pivot. L'utilizzo di questa insolita configurazione prevedeva l'adozione di un carrello con ruote, collegato sotto al V1-serbatoio per facilitare il decollo e che si staccava una volta in volo. Una volta esaurito il combustibile, veniva separato dalla barra di traino tramite una serie di bulloni esplosivi. Nel 1944 venne condotta una serie di prove in volo riscontrando però un grave problema di assetto del serbatoio che tendeva al "delfinamento", instabilità che si trasferiva anche al caccia, rendendo l'abbinamento troppo inaffidabile per essere utilizzato. Venne anche tentato un simile abbinamento con l'Arado Ar 234 ma riproponendosi lo stesso inconveniente lo sviluppo venne abbandonato anche in questo caso. Su alcuni di questi V1-serbatoio venne sperimentato l'adozione di un vistoso carrello fisso carenato ma, oltre a risultare inutile, contribuì ad aumentare la resistenza aerodinamica oltre che a peggiorare la stabilità complessiva dell'insieme.
Una sola variante dell'originale progetto del Fi 103 raggiunse l'impiego operativo. Dal 1944, a causa della progressiva perdita di siti di lancio in territorio francese e dalla generale riduzione del territorio sotto il controllo tedesco, ben presto la V1 perse la sua capacità di raggiungere i bersagli in Inghilterra. Benché fosse stata sviluppata la possibilità dell'aviolancio, si pianificò uno sviluppo in grado di aumentare la gittata dell'ordigno, identificato come F1. Si intervenne sulla capacità del serbatoio dell'arma, aumentato di dimensioni, con una corrispondente riduzione della massa della testata. Inoltre venne sostituita la parte anteriore della fusoliera, che nel V1 era metallica, con un'ogiva in legno, soluzione che offriva un notevole risparmio di peso. Con queste modifiche il V1 riusciva a raggiungere Londra e i vicini centri urbani da postazioni situate nei Paesi Bassi. Venne data la massima priorità per costruire un numero di F1 sufficienti a garantire una grande campagna di bombardamento in coincidenza all'inizio dell'Offensiva delle Ardenne, ma numerosi fattori (il bombardamento delle fabbriche che producevano i missili, la scarsità di acciaio disponibile, la carenza di rete per il loro trasporto ferroviario, la caotica situazione tattica che la Germania stava affrontando in quel periodo del conflitto, ecc.) ritardò la consegna di questa V1 rendendosi disponibile solo tra il febbraio e il marzo 1945. Prima che la campagna di attacco basata sulle V1 fosse definitivamente conclusa a fine marzo, furono diverse centinaia le F1 che raggiunsero la Gran Bretagna lanciate dai siti olandesi.

## Utilizzatori
Germania
- Luftwaffe

## Esemplari attualmente esistenti
Un esemplare si trova nel Peenemünde Historical Technical Museum.
Un esemplare si trova all'Imperial War Museum di Londra.
Sempre a Londra un altro esemplare si trova allo Science Museum. A Parigi, invece, la si ammira al Musée de l'Armée.
Un esemplare si trova al museo di Auckland, in Nuova Zelanda.